# Ptilodactyla serricollis
Ptilodactyla serricollis är en skalbaggsart som först beskrevs av Thomas Say 1823.  Ptilodactyla serricollis ingår i släktet Ptilodactyla och familjen Ptilodactylidae. Inga underarter finns listade i Catalogue of Life.